# Дејвид Пејмер
Дејвид Емануел Пејмер (енгл. David Emmanuel Paymer; рођен у Оушансајду, Њујорк, 30. августа 1954), амерички је филмски и ТВ глумац, комичар и редитељ.